# Bolitoglossa synoria
La Salamandra de El Pital (Bolitoglossa synoria) es una especie de salamandra en la familia Plethodontidae.
Habita en El Salvador y Honduras únicamente en el Cerro El Pital. Su hábitat natural son los montanos húmedos tropicales o subtropicales y zonas previamente boscosas ahora muy degradadas
y está amenazada de extinción debido a la destrucción de su hábitat.

## Hábitat natural
La salamandra de El Pital como su nombre lo indica habita únicamente en el Cerro El Pital, una montaña entre Honduras y El Salvador, Esta especie suele vivir en la hojarasca, helechos, musgos, bromelias o en los troncos de los árboles y necesita de la humedad; vive en bosques templados y húmedos, fríos y frondosos.

## Estado de conservación
Según la IUCN está en peligro crítico de extinción debido a la destrucción de su hábitat natural y enfermedades fúngicas a ocasionado el declive de la población de la salamandra de El Pital, pero proyectos para reforestar y restaurar el hábitat de la salamandra de El Pital . 